# Baccara
Baccara fou un duo vocal femení espanyol, creat l'any 1976 originalment per la madrilenya María Mendiola (1952-2021) i la logronyesa Mayte Mateos (1951).
El 1977 van publicar la cançó de més èxit de Baccara "Yes sir, I can boogie", sent les primeres artistes espanyoles en aconseguir el lloc numero 1 al Regne Unit. Es van vendre més de 16 milions de còpies d'aquest senzill.
Baccara va representar Luxemburg el 1978 al Festival de la Cançó d'Eurovisió amb la cançó "Parlez-vous français?".El 1980, van sorgir problemes entre dos membres originals del duet.
L'any 1981, María Mendiola i Mayte Mateos es van separar. Més tard, ambdues sense gaire èxit en les carreres en solitari, cadascuna d'elles va recrear la seva pròpia formació de "Baccara" amb noves parelles per al duo.
L'any 2021, mor María Mendiola a l'edat de 69 anys.
En total, hi ha hagut quatre formacions de Baccara: l'original, la que va formar Mayte Mateos, la que va formar María Mendiola i, després de la seva mort, la que va continuar, a petició dels fans, la seva companya del duet llavors, Cristina Sevilla.